# Baraki
Baraki (em árabe: براقي) é uma comuna localizada na província de Argel, no norte da Argélia. Sua população era de 116 375 habitantes, em 2008.

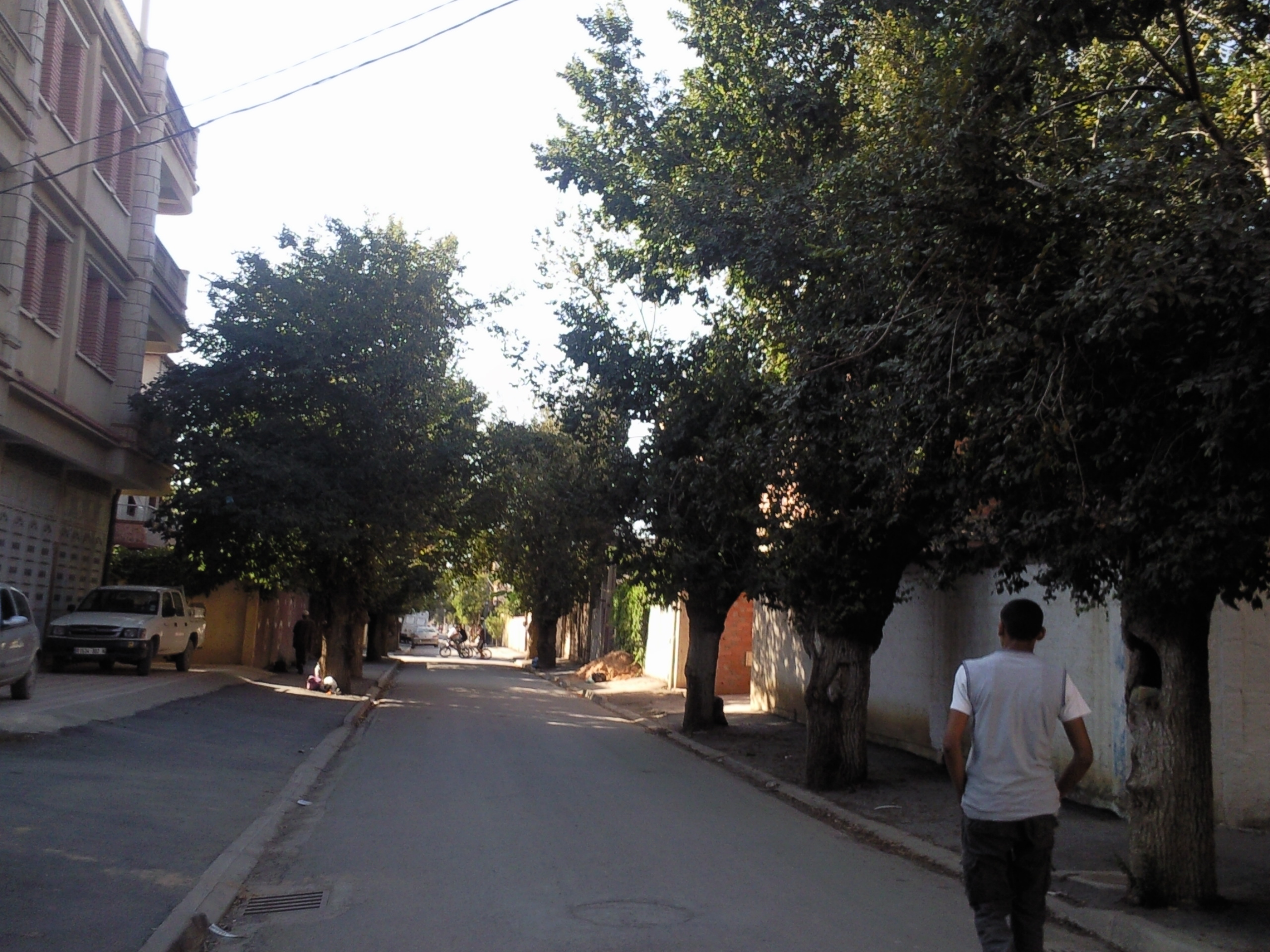
Rua Mohamed Kaddour